# L'Accord du Diable
L'Accord du Diable (The Devil’s Chord) est le deuxième épisode de la nouvelle Saison 1 de la série télévisée britannique Doctor Who, diffusé le 11 mai 2024 sur BBC One et Disney+. Cet épisode a reçu une nomination aux Emmy Awards 2025 dans la catégorie « Outstanding Choreography for Scripted Programming » pour la chorégraphie de Jack Murphy, marquant la première nomination aux Emmy Awards pour la série télévisée en 62 ans d'histoire.

## Distribution
- Ncuti Gatwa (VFB : Maxime Van Santfoort) : Quinzième Docteur
- Millie Gibson (VFB : Marie Braam) : Ruby Sunday
- Jinkx Monsoon (VFB : Emmanuel Dell'Erba) : Maestro
- Jeremy Limb : Timothy Drake
- Kit Rakusen : Henry Harbinger
- Chris Mason (VFB : Fabian Finkels) : John Lennon
- George Caple (VFB : Ilyas Mettioui) : Paul McCartney
- James Hoyles : Ringo Starr
- Phillip Davies : George Harrison
- Ed White : George Martin
- Chan Shoker : Producteur Studio
- Josie Sedgwick-Davies : Cilla Black
- Simon Jason-Smith (VFB : Claudio Dos Santos) : Vinnie
- Laura June Hudson : Femme âgée
- Sherinne Kayra Anderson : Femme au chariot à thé
- Susan Twist (VFB : Rosalia Cuevas) : Serveuse de thé
- Murray Gold : lui-même
- Shirley Ballas : elle-même
- Johannes Radebe : lui-même

## Accroche
Le Docteur et Ruby rencontrent les Beatles mais découvrent que Maestro est en train de changer l'Histoire. Londres devient un champ de bataille où l’avenir de l’humanité est en jeu.

## Résumé
En 1925, un professeur de piano montre à son élève « l'accord du diable », qui invoque un être appelé Maestro, qui consomme l'essence musicale du professeur, le tuant au passage. Maestro brise ensuite le quatrième mur, regardant la caméra avant de jouer les notes d'ouverture du thème musical de Doctor Who au piano.À la demande de Ruby, le Docteur l'emmène en 1963 voir les Beatles enregistrer leur premier album aux studios d'enregistrement EMI, mais ils sont déçus par une session d'enregistrement où le groupe chante une chanson mal composée sur le chien de Paul McCartney. Après avoir observé des sessions similaires avec Cilla Black et un orchestre, ils discutent avec John Lennon et Paul McCartney et découvrent que le monde a perdu le goût de la musique.Craignant les impacts du manque de musique sur l'humanité, le Docteur demande à Ruby de jouer une chanson sur un piano qui invoque Maestro, qui sort du piano en riant. Le Docteur reconnaît ce rire, identique à celui du Fabricant de Jouets dans l'épisode Le Fabricant de Jouets. Après avoir échappé à Maestro, le Docteur ramène Ruby en 2024, découvrant les ruines de Londres dans un hiver nucléaire. Maestro apparaît en révélant son identité : il est un enfant du Fabricant de Jouets. Maestro explique son plan : détruire toute vie dans l'univers, ne laissant que les tons éoliens.Maestro prétend que pour être vaincu, le Docteur devrait trouver le bon accord pour le bannir, le croyant incapable de le faire. Le Docteur et Ruby reviennent en 1963 où Maestro attaque Ruby, mais s'arrête lorsque "Carol of the Bells" commence à jouer et que la neige commence à tomber. Maestro précise que cette musique ne pouvait pas être présente le soir de sa naissance, disant qu'elle possède un pouvoir aussi puissant que le « Plus Ancien ».Jouant du piano de Mme Mills, le Docteur essaie de trouver l'accord qui bannira Maestro mais ne parvient pas à trouver la note finale de l'accord. Maestro envoie le piano hors de la pièce, piégeant le Docteur et Ruby dans des instruments de musique. Lennon et McCartney arrivent dehors et découvrent le piano, avec les notes découvertes de l'accord flottant au-dessus.Ils complètent l'accord, ce qui ramène le piano à entraîner Maestro à l'intérieur, libérant ainsi le Docteur et Ruby. Avant que le couvercle se ferme, Maestro présage la venue de "Celui qui attend". La musique revient, et le Docteur et Ruby se livrent à un numéro musical chorégraphié par Jack Murphy, dansant à travers les couloirs des studios, la cantine et la célèbre traversée piétonne d'Abbey Road, accompagnés de Cilla Black, des Beatles, et des danseurs de fond. Ce numéro, intitulé « There’s Always a Twist », inclut des apparitions de Shirley Ballas et Johannes Radebe, stars de Strictly Come Dancing, en tant que partenaires de danse du Docteur et Ruby dans les couloirs.

## Continuité
- Maestro arrive sur Terre en 1925, la même année où son père le Fabricant de Jouets s'installe à Soho, vu dans « Le Fabricant de Jouets » (2023).
- Maestro joue le thème du générique au piano. Ce n'est pas la première fois que le générique est modifié, c'est arrivé notamment avec le Douzième Docteur dans « Avant l'inondation » (2015).
- Le Docteur plaisante en disant que les gens avec qui il voyage veulent toujours aller sur "Le Titanic", "Mars" ou "Bethléem". Sa dixième incarnation a déjà visité le Titanic dans « Une croisière autour de la Terre » (2007), ainsi que la planète Mars dans « La Conquête de Mars » (2009) et avec sa douzième incarnation dans « L'Impératrice de Mars » (2017).
- Le Docteur et Ruby utilisent la garde-robe du TARDIS, une fonctionnalité vue dans « The Twin Dilemma » (1984), « Time and the Rani » (1987), « Des morts inassouvis » (2005) et « L'Invasion de Noël » (2005).
- Le Quinzième Docteur mentionne qu'il a déjà eu des enfants, comme sa dixième incarnation l'a dit à Rose Tyler dans « Londres 2012 » (2006) et Donna Noble dans « La Fille du Docteur » (2008). Il évoque aussi sa petite-fille Susan et leur vie à Totter's Lane, référence à « An Unearthly Child » (1963). Le Docteur ignore ce qu'est devenue Susan, un destin établi dans « The Dalek Invasion of Earth » (1964).
- Le Docteur mentionne avoir vu Ruby jouer du piano en décembre 2023 à King's Arms, jouant "One More Sleep", vu dans « L'église de Ruby Road ».
- Le Docteur émet l'hypothèse que Maestro fait partie du Panthéon de la Discorde, mentionné dans la saison 3 de The Sarah Jane Adventures. Maestro confirme être l'enfant du Fabricant de Jouets, vu dans « Le Fabricant de Jouets » (2023).
- Le Docteur se remémore sa bataille contre le Fabricant de Jouets, marquée par une bi-génération avec le Quatorzième Docteur dans « Le Fabricant de Jouets » (2023).
- Le Docteur ramène Ruby à un Londres détruit en 2024 pour prouver que le monde prendra fin en 1963 s'ils n'arrêtent pas Maestro, similaire à une scène avec le Quatrième Docteur et Sarah Jane Smith dans « Pyramids of Mars » (1975).
- Maestro envisage de voler la "Musique des Hautes-Sphères", référence à l'épisode spécial « Music of the Spheres ».
- Maestro décrit le Docteur comme un « méli-mélo » ("timey-wimey"), expression inventée par le Dixième Docteur dans « Les Anges pleureurs » (2007).
- Le TARDIS produit un gémissement étrange, comme dans « Aux Confins de l'Univers » (2023).
- Maestro prévient de l'arrivée de « Celui qui attend », entité mentionnée par le Fabricant de Jouets dans « Le Fabricant de Jouets » (2023).

## Récompenses
- Emmy Awards 2025 : Nomination dans la catégorie « Outstanding Choreography for Scripted Programming » pour la chorégraphie de Jack Murphy pour le numéro musical « There’s Always a Twist »[2].